# Казимир II Цешинский
Казимир II Цешинский (пол. Kazimierz II cieszyński) (1448/1453 — 13 декабря 1528) — князь цешинский (1477—1528), сцинавский (1493—1528), глогувский (1506—1528) и опавский (1506—1528), генеральный староста Силезии (1497—1504, 1507—1517) и Верхней Силезии (1517—1528). Владел Козле (1479—1509), Пщиной (1498—1517).

## Биография
Единственный сын князя Болеслава II Цешинского (ок. 1428—1452) и литовской княжны Анны Ивановны Бельской (ок.1430—1490). Представитель цешинcкой линии династии Силезских Пястов.
В октябре 1452 года после смерти своего отца, князя Болеслава II, Казимир II был помещен под опеку дяди, князя цешинского и глогувского Пшемыслава II. В 1460 году Казимир получил во владение от своего дяди Пшемыслава половину города Бельско-Бяла с округой.
В 1468 году не имевший потомства дядя Казимира, князь Вацлав I Цешинский, завещал ему свои права на Цешинское княжество, но фактически по договоренности в Цешине стал править другой дядя Казимира, Пшемыслав II. В обмен на это Пшемыслав передал Вацлаву I принадлежащую ему половину города Бельско-Бяла, куда и перебрался жить Вацлав I.
К 1471 году относится первое упоминание в источниках о самостоятельных действиях князя Казимира Цешинского. Он поддержал нового короля Чехии Владислава II Ягеллона в его конфликте с чешской знатью. Через четыре года (1475) Казимир Цешинский присутствовал в Кракове во время бракосочетания польской принцессы Ядвиги (дочери Казимира IV) и герцога Георга Баварско-Ландсхутского.
В марте 1477 года умер дядя Казимира, князь цешинский Пшемыслав II, не оставивший мужских потомков, и Казимир II унаследовал Цешинское княжество. Вскоре Казимир II, как наследник Пшемыслава II, стал претендовать на половину соседнего Глогувского княжества, где тогда формально правила Маргарита Цельская, вдова князя глогувского Владислава, другого дяди Казимира, хотя фактически княжеством владел король Венгрии Матвей Корвин. Казимир II сумел заручиться поддержкой жителей Глогува как опекун Маргариты Цельской, но эти его действия встретили отпор со стороны князя жаганьского Яна II Безумного, владевшего второй половиной Глогувского княжества. 8 октября 1478 года в битве под Кросно-Оджаньске Казимир Цешинский потерпел поражение от войска князя Яна Жаганьского.
Не сумев взять Глогув силой, Казимир Цешинский перешел на сторону венгерского короля Матвея Корвина, боровшего в это время за чешский трон. В октябре 1479 года Казимир цешинский отказался от своих претензий на Глогувское княжество в пользу Матвея Корвина, получив за это город Кендзежин-Козле и 2 000 флоринов. Кроме того, 12 августа того же года Казимир принес в Оломоуце ленную присягу Матвею Корвину.
Несмотря на формальный отказ от претензий на земли в Нижней Силезии, Казимир II Цешинский не отказался от борьбы за Глогувское княжество. В 1480 году он женился на Иоганне Опавской (1463—1496), дочери Викторина из Подебрад, князя Опавского (1443—1500). В приданое он получил Пщинскую землю, но фактически стал ей владеть с 1498 года. Заключая брачный союз с дочерью Викторина из Подебрад, Казимир Цешинский рассчитывал на его помощь в борьбе с Яном II Безумным за Глогувское княжество, но после нового поражения от Яна Безумного в битве под Гурой 7 июня 1481 года он вынужден был окончательно отказаться от претензий на Глогув.
В последующие годы князь Казимир Цешинский перешел на сторону чешского короля Владислава II Ягеллона, который после смерти Матвея Корвина в 1490 году также занял венгерский трон. В 1497 году Владислав Ягеллон назначил князя Казимира Цешинского генеральным старостой Силезии. Эту должность он занимал до 1504 года, когда Владислав Ягеллон назначил новым генеральным старостой своего младшего брата Сигизмунда Ягеллона. В 1506 году после смерти своего бездетного старшего брата, польского короля Александра Ягеллончика, Сигизмунд занял польский королевский престол, а Казимир Цешинский вторично вернулся на должность генерального наместника в Силезии. В том же 1506 году Казимир Цешинский получил в пожизненное владение от Сигизмунда принадлежавшее ему Глогувское княжество.
Должность генерального старосты Силезии позволила Казимиру Цешинскому увеличить свои владения. Еще в 1493 году он выкупил у чешской короны половину Сцинавского княжества, а в 1506 году он получил в пожизненное владение Опавское княжество как наследство жены. Во внутренней политике Казимир II придерживался жесткой позиции в борьбе с бандитизмом в Силезии, однако его деятельность в качестве генерального старосты не пользовалось большой поддержкой, особенно со стороны церкви, оппозиция которой особенно проявилась в 1501 году, когда капитул отклонил кандидатуру старшего сына Казимира II Фридерика в качестве нового епископа вроцлавского.
В 1497 году князь Казимир II Цешинский оказался в центре большого конфликта. В июне 1497 году он организовал съезд в Нысе, принадлежавшей вроцлавскому епископству. Предполагалось обсудить петицию короля Чехии Владислава Ягеллона об утверждении предыдущих привилегий для силезских княжеств, а также опасность для Венгрии со стороны турок-османов. На съезд, кроме Казимира II Цешинского, прибыли князь Генрих I Зембицкий, епископ вроцлавский Ян IV Рот, князь Николай II Немодлинский и многие другие. Переговоры начались в мэрии города, где 26 июня произошла трагедия. По неизвестным причинам Николай II Немодлинский напал с кинжалом на князя Казимира Цешинского и епископа Вроцлавского Яна Рота. Нападение князя Немодлинского было отбито при помощи слуг. Несмотря на все попытки знати и родственников добиться освобождения князя немодлинского, Казимир II Цешинский Казимир II подписал смертный приговор Николаю II, который был обезглавлен на рынке Нысы 27 апреля 1497 года. Ян II Добрый, князь опольский, узнав о казни брата, начал готовить карательный поход на Цешинское княжество. Только дипломатические усилия чешского короля Владислава II Ягеллона смогли предотвратить войну между князьями.
Казимир II Цешинский достиг апогея своего политического влияния в 1512 году, когда король Польши Сигизмунд Старый выступил в брак с Барбарой Запольяи (дочерью Ядвиги Цешинской, двоюродной сестры Казимира). Прекрасные отношения с Польшей предоставили Казимиру приобрети несколько домов в Кракове и его окрестностях. Это дало возможность Казимиру Цешинскому сохранить свою должность, несмотря на жалобы силезских городов в 1514 году, когда он был обвинен в некомпетентности.
6 января 1515 года Казимир II получил от чешского короля Владислава II Ягеллона подтверждение его права на Опавское княжество, но только в течение его жизни. В 1517 году во время временных финансовых трудностей Казимир продал город Пщина венгерскому магнату Яну Турзо за 40 000 гульденов.
С 1510 года князь Казимир Цешинский был вовлечен в процессе о наследстве бездетного Яна II Доброго, князя Опольского. Казимир претендовал на Опольское княжество, несмотря на то, что именно он стоял за смертью князя Николая II Немодлинского, младшего брата Яна Доброго. Первоначально казалось, что вопрос о преемственности находится на правильном пути, особенно когда князю Казимиру II Цешинскому вместе с князем Фридрихом II Легницким удалось в 1517 году получить документ, подтверждающий права на наследования Ополе после стареющего и больного Яна Доброго. В итоге, однако, оказалось, что Ян Добрый, князь Опольский, пережил Казимира Цешинского, а его княжество перешло в руки маркграфа Бранденбург-Ансбахского Георга Гогенцоллерна.
В 1527 году князь Казимир II Цешинский в качестве представителя короля Польши, отправился в Венгрию, где безуспешно пытался стать посредником в переговорах между своим племянником, королём Венгрии Яношем Запойяи и эрцгерцогом Австрии Фердинандом Габсбургом.
Казимир II Цешинский был не только искусным политиком, но и хорошим хозяином. В его правление Цешинское княжество переживало экономическую стабилизацию. Благодаря привилегиям, предоставленным им, происходило развитие городов. Особенно он заботился о столице княжества, Цешине, благодаря чему город быстро оправился после большого пожара в конце XV века. В 1496 году Казимир II основал нынешний рынок в Цешине и построил новую ратушу. В 1527 году стоимость Цешинского княжества оценивалась в сумму 670 000 флоринов, что, однако, было меньше стоимости соседнего Опольского княжества. К доходам князя Цешинского также принадлежала высокая пенсия генерального старосты — 1200 гульденов в год, и доходы, полученные от соляных промыслов под Краковом, переданных ему польским королем Сигизмунда Старого. Высокие доходы позволили Казимиру в 1527 году купить у епископа оломоуцкого города Фридек-Мистек и Фридлант-над-Остравици.
13 декабря 1528 года князь Казимир II Цешинский скончался. Его старший сын Фридерик избрал духовную карьеру. Наследником Казимира должен был стать его второй сын Вацлав II, назначенный в 1518 году соправителем отца. Но князь Вацлав II Цешинский скончался 17 ноября 1524 года, на четыре года раньше отца. В связи с этим после смерти Казимира II новым князем Цешинским стал его малолетний внук Вацлав III Адам (1524—1579), второй сын Вацлава II. Регентами Цешинского княжества были чешский магнат Ян IV из Пернштейна и Анна Гогенцоллерн, мать Вацлава III Адама.

## Семья
В феврале 1480 года Казимир Цешинский женился на Иоганне (ок. 1463 — 24 июля 1496), дочери Викторина из Подебрад, князя опавского и зембицкого, сына короля Богемии Йиржи из Подебрад. Их дети:
- Фридерик (1480/1483 — 1507), ректор Венского университета (1503), декан Вроцлавского капитула (1506)
- Вацлав II (1488/1496 — 1524), князь цешинский (1518—1524).